# Gangi
Gangi est une commune italienne de la province de Palerme en Sicile (Italie).

## Histoire
Dans la nuit du 3 au 4 janvier 1926, 800 hommes du préfet Cesare Mori encerclent le village, repaire des familles mafieuses Ferraello, Andaloro, Lisurru et Dino qui dominaient le secteur. Ils isolent la ville en coupant le télégraphe et l'eau, ratissent les villes, sondent les sous-sols à la recherche de tunnels labyrinthiques, occupent les maisons des truands, et parviennent à capturer 400 mafieux et leurs complices.
Entre les années 1920 et l'après-guerre, environ 9 000 habitants de Gangi, devenant pauvres ou malades, immigrent en Argentine ou aux États-Unis.

## Géographie
La ville est située au sein de la province de Palerme sur les hauteurs de la Sicile, en montagne, à 1 011 m d'altitude. Gangi est situé à 54 km à vol d'oiseau (env. 120km par la route) de la capitale provinciale qu'est Palerme.
La ville est construite sur le mont Marone.

### Climat
Gangi possède un climat méditerranéen. Les étés sont chauds et les hivers sont doux. En été, en moyenne, les températures minimales sont de 20 °C et les températures maximales de 30 °C. En hiver, les températures minimales sont de 5 °C et les températures maximales de 20 °C, à cause de l'altitude, les températures sont plus basses que sur la côte. L'ensoleillement y est de plus de 3 300 h, car l'altitude de la commune empêche la plupart des nuages bas de voiler le soleil.

### Communes limitrophes
| Geraci Siculo           |                   |                   |
| Petralia Soprana        | Gangi             | Nicosia Sperlinga |
| Blufi Bompietro Alimena | Calascibetta Enna |                   |

## Administration
| Période                                  | Période | Identité | Étiquette | Qualité |
| ---------------------------------------- | ------- | -------- | --------- | ------- |
|                                          |         |          |           |         |
| Les données manquantes sont à compléter. |         |          |           |         |

## Économie
Afin de relancer l'économie locale (tourisme notamment) et éviter une décroissance démographique, le village décide après 2010 de proposer à la vente une vingtaine de maisons au prix de 1 euro, ainsi que trois cents autres entre 5 000 et 15 000 euros; en contrepartie les bénéficiaires doivent s'engager à restaurer leurs habitations.

## Culture
On retrouve à Gangi la culture sicilienne et italienne.

### Cinéma
Une partie du film Rendez-vous à Palerme de Wim Wenders est tournée à Gangi.